# Gates McFadden
Cheryl Gates McFadden (Akron (Ohio), 2 maart 1949) is een Amerikaans actrice en choreografe.
Haar bekendste rol is die van dokter Beverly Crusher in de sciencefiction televisie- en filmserie Star Trek: The Next Generation.
Voordat ze bij Star Trek kwam, stond ze voornamelijk bekend als choreografe en werkte ze onder andere voor Jim Henson producties, waaronder voor de films The Dark Crystal en Labyrinth.
McFadden had een kleine bijrol in de Woody Allen-film Stardust Memories en in The Hunt for Red October als Jack Ryans vrouw Cathy, al werden veel van haar scènes uiteindelijk uit de film geknipt.
In 1987 werd McFadden gecast als dokter Beverly Crusher in Star Trek: The Next Generation (TNG). Het personage Crusher was bedoeld als mogelijk liefje voor kapitein Jean-Luc Picard en met name dit aspect van het personage is precies wat McFadden tot de rol aantrok. Zoals vele van de TNG-personages was ook Crusher niet bepaald goed ontwikkeld. Er waren zelfs onenigheden tussen de producenten en McFadden over hoe het personage eigenlijk in elkaar stak. Deze onenigheden zette kwaad bloed bij enkele producenten, wat ertoe leidde dat McFaddens contract na het eerste jaar niet werd verlengd en ze in het tweede seizoen niet te zien was, maar werd vervangen door Diana Muldaur (dokter Katherine Pulaski).
Deze iets oudere dame bleek niet populair te zijn en McFadden werd spoedig persoonlijk door uitvoerend producent Rick Berman gevraagd terug te keren. McFadden had daar aanvankelijk weinig behoefte aan; voor haar gevoel was ze verdergegaan met haar carrière. Na een telefoontje van medehoofdrolspeler Patrick Stewart (Picard) ging McFadden overstag en keerde terug in de serie.
In en na het derde seizoen bleef haar personage Crusher nog altijd onderbelicht, hoewel ze af en toe wel de hoofdrol speelde in enkele afleveringen. McFadden stak haar teleurstelling over haar geringe inbreng niet onder stoelen of banken, vooral bij de opnames van de Next Generation films.
McFadden is woonachtig in Los Angeles, maar brengt ook veel tijd door in het zuiden van Frankrijk, waar zij met haar man werkt aan de restauratie van een oud theater.
McFadden onderhoudt goede contacten met haar TNG-medespelers. Brent Spiner (Data) is de peetoom van haar zoon James Cleveland McFadden-Talbot, Marina Sirtis (Deanna Troi) woont slechts enkele meters van haar huis in Los Angeles, ze belt naar verluidt regelmatig met LeVar Burton (Geordi La Forge) en ze vertelde dat Michael Dorn (Worf) haar vaste theatermaatje is en dat ze samen naar vele optredens gaan. In een interview uit 2004 bekende McFadden dat ze altijd het hechtst was met Patrick Stewart en dat ze hem nog vaker dan de anderen ziet omdat hij in Engeland woont en zij in Frankrijk.
McFadden was de enige TNG-hoofdrolspeler die nog nooit een gastoptreden in een andere Star Trek-show had gehad, maar dit veranderde in het derde en finale seizoen van Star Trek: Picard.